# پتر دوم
پتر دوم روسیه (انگلیسی: Peter II of Russia؛ زاده ۲۳ اکتبر ۱۷۱۵ درگذشته ۳۰ ژانویهٔ ۱۷۳۰) یکی از شاهان روسیه بود.